# Алексиадис, Алекос
Але́кос Алексиа́дис (греч. Αλέκος Αλεξιάδης; 3 сентября 1945, Салоники — 11 марта 2025, Салоники) — греческий футболист, играл на позиции нападающего.

## Биография

### Клубная карьера
В течение двенадцати сезонов Алексиадис играл за «Арис» из Салоников. Всего за эту команду он сыграл в Альфа Этники 301 матч и забил 127 голов, а также в 1970 году выиграл Кубок Греции. Он является вторым бомбардиром в истории «Ариса» после Диноса Куиса. Затем он играл за «Панетоликос» и «Касторию» и в 1977 году закончил карьеру.

### Карьера в сборной
Дебютировал за сборную Греции 16 октября 1966 года в матче со сборной Финляндии в рамках квалификации на чемпионат Европы 1968 года. Сборная Греции одержала победу со счётом 2:1 и Алексиадис забил в матче 2 гола. 8 марта 1967 года в товарищеском матче со сборной Румынии в последний раз вышел на поле в майке национальной сборной — Греция проиграла 1:2.

### Смерть
Скончался 11 марта 2025 года в возрасте 79 лет из-за многочисленных проблем со здоровьем.

## Достижения
«Арис» (Салоники)
- Обладатель Кубка Греции (1): 1969/70